# Lamia Messari-Becker

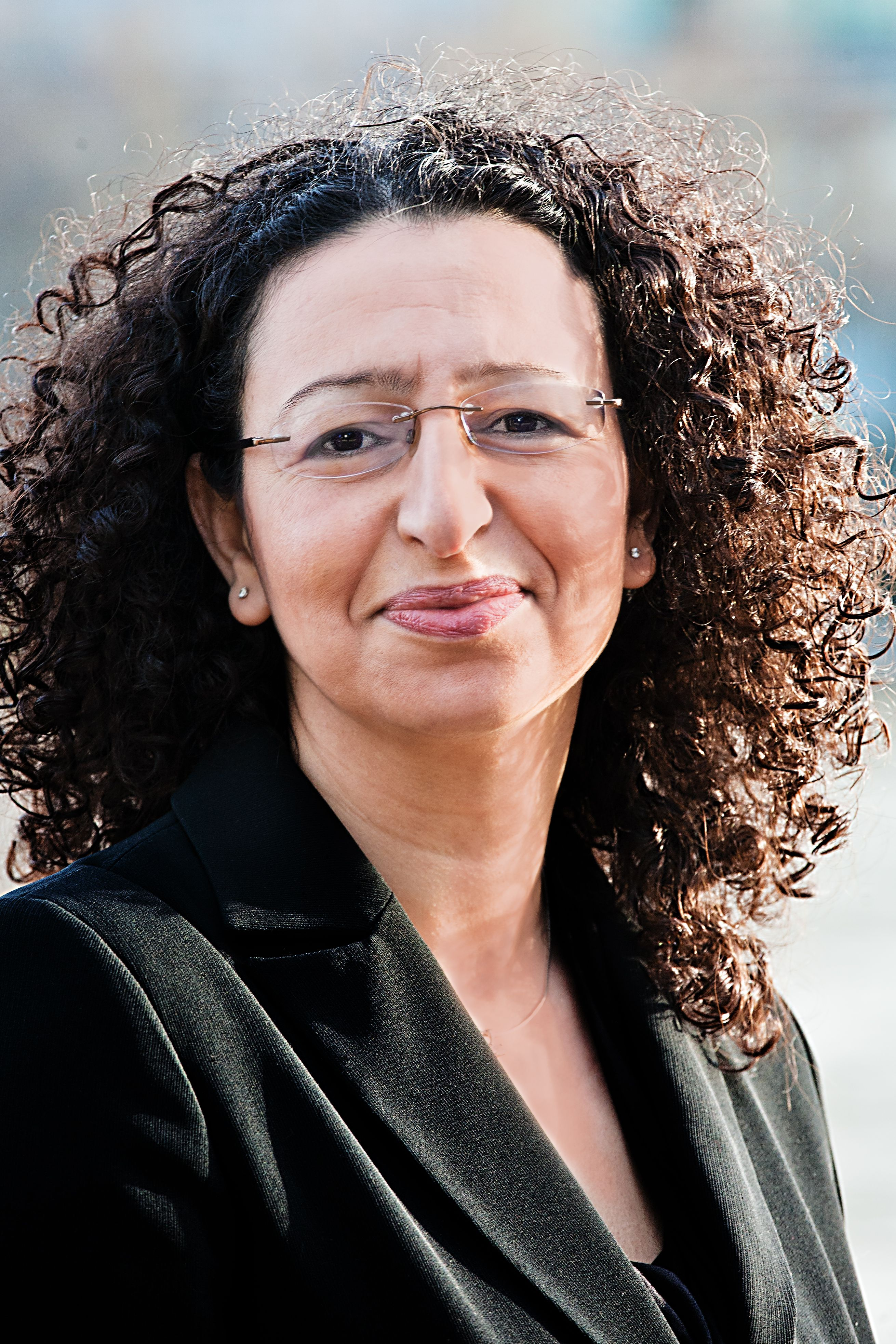
Lamia Messari-Becker (2012)

Lamia Messari-Becker (* 1973 in Larache, Marokko) ist eine deutsche Bauingenieurin marokkanischer Abstammung und ehemalige politische Beamtin (parteilos). Seit 2025 ist sie Professorin für Energieeffiziente Gebäudetechnik am Karlsruher Institut für Technologie (KIT). Von 2014 bis 2024 war sie Professorin für Gebäudetechnologie und Bauphysik an der Universität Siegen. Von Juli 2016 bis Juni 2020 war sie Mitglied des Sachverständigenrats für Umweltfragen der Bundesregierung (SRU) und vertrat dort die Bereiche Bauingenieurwesen und nachhaltige Stadtentwicklung. Bis 2024 war sie Mitglied im Zukunftsrat Nachhaltige Entwicklung der Landesregierung in Rheinland-Pfalz. Von Februar 2024 bis Juli 2024 war sie Staatssekretärin im Hessischen Ministerium für Wirtschaft, Energie, Verkehr, Wohnen und ländlichen Raum.

## Ausbildung
Lamia Messari-Becker lebte bis 1992 in Marokko, wo sie 1990 in Kénitra das Abitur absolvierte und an der Université Ibn Tofail in Kénitra zwei Semester Physik und Chemie studierte. 1992 reiste sie in die Bundesrepublik Deutschland ein, um zu studieren. Nach einem Deutschkurs in Krefeld absolvierte sie das Staatliche Studienkolleg an der Johannes Gutenberg-Universität Mainz. Sie studierte anschließend an der Technischen Universität Darmstadt Bauingenieurwesen mit dem Abschluss als Diplom-Ingenieurin. Von 2001 bis 2009 war sie dort wissenschaftliche Mitarbeiterin und schloss dort 2006 ihre Promotion am Fachbereich Bauingenieurwesen und Geodäsie, in Kooperation mit dem Fachbereich Rechts- und Wirtschaftswissenschaften, ab. 2005 absolvierte sie ein Aufbaustudium Management für Führungskräfte an der Technischen Hochschule Karlsruhe.

## Berufsleben und Karriere
Von 1998 bis 2001 arbeitete sie in einem Tragwerksplanungsbüro in Darmstadt. Von 2009 bis 2014 verantwortete sie im Ingenieurbüro von Klaus Bollinger und Manfred Grohmann die Planungsbereiche Bauphysik, Energieeffizienz und Nachhaltigkeit. Messari-Becker realisierte im Rahmen ihrer Tätigkeit zahlreiche Bauprojekte mit, u. a. in Deutschland, der Schweiz, Österreich, Frankreich, Belgien, Norwegen, Abu Dhabi, Italien, der Türkei, Marokko, Polen und Algerien. Bei den Projekten handelte es sich um Neubau und Bestand, teils Wettbewerbe sowie verschiedene Bauwerksnutzungen, darunter Wohnungsbau, Büro- und Verwaltungsbau, Bildungsbauten (Kindertagesstätte, Schulen, Hochschulen), Kirchen und Gemeinden, Hochhäuser sowie Mischnutzungen, Infrastruktur- und Sonderbau. Messari-Becker war Teil mehrerer Gewinner-Teams in nationalen und internationalen Wettbewerben.
Messari-Becker war Lehrbeauftragte für Tragwerksplanung, später für Bauphysik und Energieeffizientes Bauen an der Hochschule Darmstadt. 2013 lehrte sie Nachhaltiges Bauen an der Technischen Hochschule Mittelhessen in Gießen. 2014 wurde sie als Professorin für Gebäudetechnologie und Bauphysik an die Universität Siegen berufen. Dieses Beschäftigungsverhältnis ruhte, seit sie 2024 als Staatssekretärin in Hessen ernannt wurde. 1. April 2025 übernahm Messari-Becker die Professur für energieeffiziente Gebäudetechnik am Karlsruher Institut für Technologie.
Seit November 2023 ist Messari-Becker Mitglied im Aufsichtsrat des Forschungszentrums Jülich GmbH.

## Forschung
Lamia Messari-Becker forscht zu bezahlbarem Wohnen, Ressourceneffizienz, Klimaschutz und Nachhaltigkeit im Hoch- und Städtebau sowie zu kommunalen Strategien des Klimaschutzes.
Sie befasst sich mit Methoden und Instrumenten der Ressourceneinsparung und der CO2-Minderung im Gebäudesektor und in Städten, darunter Analysen zur Einführung eines CO2-Zertifikatshandels im Wohngebäudebestand, energetische Sanierung im Bestand, umweltbezogene Quartiersansätze, Wirksamkeit von Fördermaßnahmen im Gebäudebestand, Geoinformationssystem (GIS) basierte Energieplanung im Quartier, ganzheitliche Bilanzierungsmethoden (LCA) sowie lebenszyklusbasierte Quantifizierung des Ressourcenaufwandes von Gebäuden (Ressourcenausweis). An der Schnittstelle Technik und Soziales befasst sich Messari-Becker mit Hemmnissen gegenüber energetischen Sanierungen, Bürgerbeteiligung und Kooperationen zwischen Energieverbrauchern und Energieversorgern (u. a. Contracting, Energiegenossenschaften) und ihrer Rolle bei kommunalen Klimaschutzstrategien.

## Wissenschaftliche Positionen
Lamia Messari-Becker tritt für eine ganzheitliche Nachhaltigkeitsbetrachtung im Bauwesen, eine diversifizierte Energiewende und bezahlbaren Klimaschutz im Gebäudesektor ein. Sie forderte im Juni 2015 einen sozio- und baukulturellen Zugang zu Themen der Energie- und Ressourceneffizienz und der Nachhaltigkeit der gebauten Umwelt sowie eine ressourcenbewusste Kreislaufwirtschaft im Bauwesen und eine dem Wandel entsprechende Fortschreibung der Bauvorschriften in Deutschland.
Weiterhin adressierte Messari-Becker Wohnen als die soziale Aufgabe unserer Zeit und forderte Reformen sowie die Einbindung von Infrastruktur-, Mobilität- und Umweltfragen. Messari-Becker hält den Hoch- und Städtebau für die Erreichung der Klimaschutzziele für elementar. Sie forderte eine grundlegende Korrektur der Baukultur. Messari-Becker forderte, dass ökologisches Wohnen bezahlbar sein muss und kein Eliteprojekt werden darf.
Als Mitglied im Sachverständigenrat der Bundesregierung für Umweltfragen vertrat sie mehrfach abweichende Auffassungen, die zunächst als Fußnoten erschienen. Im Sondergutachten des SRU „Demokratisch regieren in ökologischen Grenzen – Zur Legitimation von Umweltpolitik“ bezog sie zu Empfehlungen bezüglich ausgewählten parlamentarischen Instrumenten und einer Änderung des Grundgesetzes eine abweichende Auffassung, die erstmals im normalen Format dem Sondergutachten angehängt wurde. Konkret sprach sich Messari-Becker gegen die Ausstattung eines Generationengerechtigkeitsrates mit einem aufschiebenden Vetorecht gegen Gesetze im Parlament aus. Sie hielt ein Vetorecht für einen solchen Rat innerhalb der parlamentarischen Demokratie für nicht legitimierbar. Als eine Option für mehr Generationengerechtigkeit schlug Messari-Becker die Absenkung des Wahlalters vor, um Jugendlichen politische Teilhabe früher zu ermöglichen.
Im Sachverständigenrat für Umweltfragen trat sie zudem für die Stadt der kurzen Wege und einen CO2-Emissionshandel auch im Verkehrssektor als wirksame Instrumente ein.
Für die Erreichung der Klimaschutzziele im Gebäudesektor fordert Messari-Becker neben Einzelgebäuden stärker auf Quartierslösungen zu setzen. Diese seien kosten-, umwelteffizienter und sozialverträglicher, so Messari-Becker.
Messari-Becker forderte 2020 erstmalig im Bundestag im Zuge der ersten Novelle des Gebäudeenergiegesetzes sowie in einem Beitrag im Tagesspiegel die Einführung eines lebenszyklusbasierten Ressourcenausweises (anstatt Energieausweis) von Gebäuden, der alle Aufwände an Ressourcen, Energie (inklusive der grauen Energien) und Umweltemissionen im gesamten Lebenszyklus eines Gebäudes erfasst und sichtbar macht.
Messari-Becker vertritt die Auffassung, dass die Energiewende diversifiziert werden muss und kritisierte, dass die bisherige Energiewende sehr stromfokussiert und der Bereich Wärme bisher vernachlässigt ist. Nach Messari-Becker müssen zu Wind- und PV weitere erneuerbare Energiequellen hinzukommen, etwa Biomasse, Solarthermie und Geothermie.
Zu Beginn der Ampelkoalition warnte sie davor, bei der Verfolgung von Klimaschutzvorgaben an Gebäuden nur auf wenige Lösungen zu setzen.
In der Debatte um das Gebäudeenergiegesetz der Ampelkoalition (auch „Heizungsgesetz“ genannt) kritisierte Messari-Becker die Einseitigkeit und Kleinteiligkeit des Gesetzesentwurfes und forderte mehr Optionen zur Erfüllung der Vorgaben des Gebäudeenergiegesetzes, insbesondere mit Blick auf die Erfordernisse des sanierungsbedürftigen Gebäudebestands. Sie trat für eine breite Palette an Lösungen ein. Sie kritisierte die Ampelkoalition und warf ihr bei der Ausgestaltung der Wärmewende fehlende soziale Sensibilität vor. Messari-Becker formulierte Vorschläge zur Wärmewende und Gebäudeenergiegesetz und warb für die Etablierung einer kommunalen Wärmeplanung, um vor Ort auf der Quartiers- und Stadtebene bezahlbare und gemeinsame Versorgungsoptionen mit erneuerbaren Energien zu schaffen.
Messari-Becker plädiert für einen technisch, sozial und räumlich sensiblen Ansatz der Nachhaltigkeitspolitik, um diese bürgernah und anschlussfähig zu halten.
Messari-Becker forderte mehr Reformen im Baurecht, die Baukapazitäten zu erhöhen und Potentiale im Bestand zu aktivieren, um Bauen generell zu vereinfachen und mehr bezahlbaren Wohnraum zu schaffen.

## Staatssekretärin in Hessen
Messari-Becker wurde am 6. Februar 2024 als Staatssekretärin des Hessischen Ministeriums für Wirtschaft, Energie, Verkehr, Wohnen und ländlichen Raum vereidigt. Die Landesregierung beschloss am 26. Juli 2024 ihre Versetzung in den einstweiligen Ruhestand auf Bitte von Wirtschaftsminister Kaweh Mansoori (SPD), der ihr ein angebliches Fehlverhalten angelastet hatte. Messari-Becker wies die Vorwürfe zurück und forderte ihn auf, seine Äußerung öffentlich zurückzunehmen.
Mansoori hatte Messari-Becker unter anderem vorgeworfen, sie habe ihre Position für den Versuch missbraucht, ihrem Kind eine bessere Abiturnote zu verschaffen. Die Antragsteller begründeten die Einsetzung des Untersuchungsausschusses damit, dass Mansoori die Entlassung mit dem Vorwurf „nicht hinnehmbaren Fehlverhaltens“ verbunden habe. Außerdem bestehe der Verdacht, dass Mitarbeiter von Mansoori belastendes Material über Messari-Becker sammeln sollten.

## Ämter und Mitgliedschaften
Messari-Becker war vom 27. April 2016 bis 30. Juni 2020 Mitglied des Sachverständigenrates der Bundesregierung für Umweltfragen, wo sie die Bereiche Bauingenieurwesen und nachhaltige Stadtentwicklung vertrat, und vom 1. Juni 2016 bis 30. Mai 2018 Mitglied des Fachbeirates der Internationalen Bauausstellung Thüringen.
Zwischen 2017 und 2023 war Messari-Becker Mitglied im Expertenkreis Zukunft Bau des Bundesministeriums des Innern, für Bau und Heimat, von 2020 bis 2024 Mitglied im Beirat der Bundesstiftung Bauakademie und bis 2024 Mitglied im Zukunftsrat Nachhaltige Entwicklung Rheinland-Pfalz.
Seit 2020 ist sie Mitglied im Konvent Bundesstiftung der Baukultur und seit Mai 2024 Mitglied im Kuratorium des Deutschen Museums für Technik in München.
2020 wurde Lamia Messari-Becker auf Vorschlag von Ernst Ulrich von Weizsäcker in den Club of Rome mit Sitz in Winterthur (Schweiz) aufgenommen und ist assoziiertes Mitglied der Deutschen Gesellschaft Club of Rome.
Sie ist Mitglied im Verband Beratender Ingenieure und in der Ingenieurkammer Hessen.

## Privat
Lamia Messari-Becker ist verheiratet, lebt in Hessen und hat zwei Kinder.

## Auszeichnungen
- Lamia Messari-Becker wurde 2004 in das International Visitor Leadership Program der US-Regierung aufgenommen.
- 2023: CREO-Preis der Deutschen Gesellschaft für Kreativität[49]
- 2024: Vordenkerin des Jahres 2024[50][51]

## Publikationen (Auswahl)

### Bücher und Buchbeiträge
- Konzept zur nachhaltigen Emissionsminderung bei Wohngebäuden im Bestand unter Einbeziehung von CO2-Zertifikaten (Dissertation). Technische Universität, Darmstadt 2006, DNB 982267584.
- mit E. Santifaller: Energy Projects – Partnerships and Perspectives of Cooperation, Arab German Chamber of Commerce & Industry, Berlin 2012.
- mit E. Santifaller: Year Book of Construction and Consulting, Arab German Chamber of Commerce & Industry, Berlin/Doha 2012.
- Klimaschutzkonzept für die Stadt Riedstadt, April 2013.
- Lebenszyklusorientierte Planung – Grundlagen, Methoden und Fallstudien. Bauphysik-Kalender, Ernst W. und Sohn, Berlin, 2013.
- mit D. Genske: Energetische Stadtsanierung und Klimaschutz; Bauphysik-Kalender, Ernst W. und Sohn, Berlin, 2013.
- mit K. Bollinger: Durch integrierte Planungsprozesse zu ressourceneffizienterem Bauen, BDB-Jahrbuch, Bund Deutscher Baumeister, 2013.
- Standpunkt: Die Haltbarkeit unseres Tuns sei uns Antrieb für Neues, als Heftpatin der DBZ-Ausgabe 06/15 zur Nachhaltigkeit DBZ Deutsche Bauzeitschrift, Bauverlag GmbH, Gütersloh.
- Energetische Stadtsanierung und Klimaschutz. Interview von Anne Wiegelmann mit Andreas Grohmann und Lamia Messari-Becker. In: Bollinger + Grohmann. Detail, München 2013, ISBN 978-3-920034-87-4.
- Architektur in Hamburg, Jahrbuch 2023/24, herausgegeben von der Hamburgischen Architektenkammer, 2023, JUNIUS, Hamburg

### Wissenschaftliche Aufsätze
- Nachhaltiges Sanieren? Zur ökologischen Effektivität und ökonomischen Effizienz von energetischen Sanierungsmaßnahmen, Bauphysik, 05/2008, Ernst W. u. Sohn, Berlin 2008
- mit Reinhardt, T.: Energieversorgung auf der Basis von Erdwärme – Unabhängigkeit und Umweltschonung liegen uns zu Füßen, Tiefbau, 12/2008, München, 2008
- Datenblätter ökologischer Kennwerte von baulichen Sanierungsmaßnahmen am Baubestand. In: Nabil A. Fouad (Hrsg.): Bauphysik-Kalender 2010. Schwerpunkt: Energetische Sanierung von Gebäuden. Ernst & Sohn Verlag, Berlin 2010, ISBN 978-3-433-02938-1, S. 219–242.
- CO2-Vermeidungskosten energetischer Sanierungsmaßnahmen für Wohngebäude im Bestand. Schwerpunkt: Energetische Sanierung von Gebäuden. In: Nabil A. Fouad (Hrsg.): Bauphysik-Kalender 2010. Ernst & Sohn Verlag, Berlin 2010, ISBN 978-3-433-60047-4, S. 45–53.
- CO2-Vermeidungskosten energetischer Sanierungsmaßnahmen für Wohngebäude im Bestand, Bauphysik-Kalender 2010, Ernst W. u. Sohn, Berlin, 2010
- mit Bollinger, K., Grohmann, M.: Strategies for Sustainable Existing Neighborhoods, CISBAT, Lausanne, Schweiz, 2011
- mit Bollinger, K., Grohmann, M.: Mehrfamilien-Passivhäuser in monolithischer Bauweise – Erste Erfahrungen, Bauphysik, Ernst W. und Sohn, Berlin, 2011
- mit Bollinger, K., Grohmann, M.: Life Cycle Assessment as a Planning Tool for Sustainable Buildings, 3th Int. Symposium on Life-Cycle Civil Engineering, Austria, 2012
- mit Bollinger, K., Grohmann, M.: Green Homes through LCC(A)-based Planning of Multi-Functional Building Skin, 3th Int. Symposium on Life-Cycle Civil Engineering, Austria, 2012
- Lebenszyklusorientierte Planung von Gebäudehüllen, 2. Darmstädter Ingenieur-Kongress Bau und Umwelt, Tagungsband S. 739–744, Darmstadt 2013
- Sustainable urban development – report on research for practice, sb 13 Munich, Implementing Sustainability – Barriers and Chances, 2013
- Energetische Quartier- und Stadtsanierung am Beispiel der Stadt Riedstadt – Ein Forschungsbericht, Bauphysik, 05/14, Ernst W. u. Sohn, Berlin, 2014
- Gebäude – Gebäudecluster – Stadträume. Elemente eines Klimaschutzkonzeptes am Beispiel der Stadt Riedstadt, Bauingenieur, 07/14, Springer, Düsseldorf, 2014
- mit Mettke, A., Knappe, F., Storck, U., Bollinger, K., Grohmann, M.: Recycling Concrete in Practice–A Chance for Sustainable Resource Management, Structural Concrete, Ernst W. u. Sohn, Berlin 2014
- Effizienz vs. Resilienz von Gebäuden und Quartieren an Beispielen, Symposium der Sparkassen Stiftung Umwelt und Schadenvorsorge und der TU Dresden „Resilienz von Gebäuden und Siedlungen im Klimawandel“, Stuttgart 2015, in Ökologische Perspektiven für Wissenschaft und Gesellschaft 3/2015, Ökologisches Wirtschaften 3/2015, Umwelt aktuell 10/2015
- Lebenszyklusorientierte Bewertungsmethoden, DBZ Deutsche Bauzeitschrift, Bautechnik, Ausgabe 06/15, Bauverlag BV GmbH, Gütersloh, 2015
- mit Horst, P.: Kommunale Sporthallen in Deutschland – Bestandssituation und Perspektiven, Aufsatz in der Fachzeitschrift Bauphysik, Februar 2021, S. 12–17, Ernst & Sohn Verlag, Berlin, 2021
- „Wie wir bauen und vorsorgen ist zentral im Kampf gegen Wetterextreme Zukunftsfähiges Bauen ist Klimaschutz“, Schnelldienst des Leibniz Instituts für Wirtschaftsforschung ifo, 11/2021, 74. Jahrgang, S. 25–28"Inkonsistenz hat kurze Beine...". Wie gut sind die Hochschulen in der Energiekrise aufgestellt? In: Forschung & Lehre. Alles was die Wissenschaft bewegt. Band 29, Nr. 11, 2022, ISSN 0945-5604, S. 856–857.